# Fistball

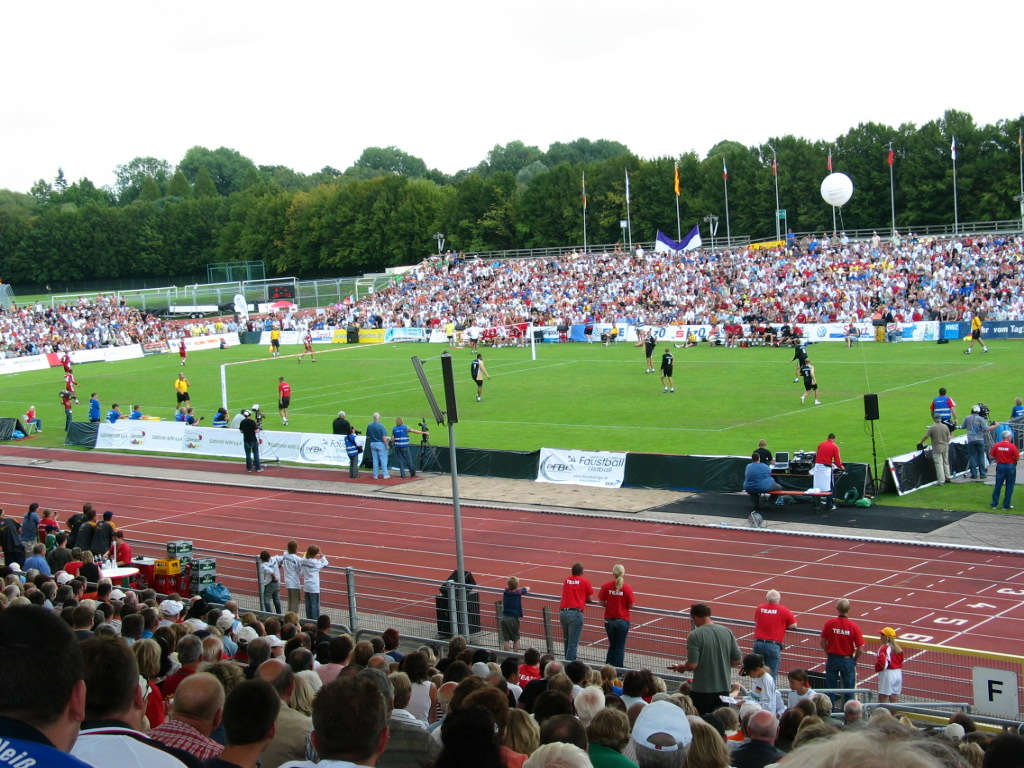

Fistball lub faustball – dyscyplina nieolimpijskiego sportu zespołowego włączona do Igrzysk Sportów Nieolimpijskich zwanych World Games. 
Jest to gra wywodząca się ze starożytnego Rzymu, która największą popularnością cieszy się w takich krajach jak Niemcy czy Austria, a poza Europą m.in. w Brazylii.
W grze biorą udział drużyny liczące po 5 zawodników. Gra łączy w sobie elementy tenisa i siatkówki, jakimi są krosowe odbicia piłki (tenis) i rozgrywanie oraz przebijanie jej przez siatkę (siatkówka), która jest tutaj bardzo wąska i biało-czerwona. Piłka może odbić się od ziemi co najwyżej jeden raz, po czym musi być odbita ręką lub zaciśniętą pięścią (w przeciwieństwie do siatkówki, gdzie można używać otwartej dłoni) na drugą stronę boiska lub podana (maks. 2 wymiany) do zawodnika z tej samej drużyny. Jeśli piłka dotknie podłoża kilka razy bądź gdy wyjdzie poza linię końcową boiska punkt zdobywa zespół inny od tego, który ten błąd popełnił. Mecz rozgrywany jest zasadą "do trzech wygranych setów", a tie-break kończy się po 11 zdobytych punktach przez jeden team. 
W fistball można grać zarówno w hali jak i na otwartej przestrzeni. Boisko do fistballa ma długość 50 m i szerokość 20 m. Linia, przy której można serwować znajduje się na 3 metrze od siatki. Boisko na otwartej przestrzeni pokryte jest trawą.